# Giovanni da San Giovanni

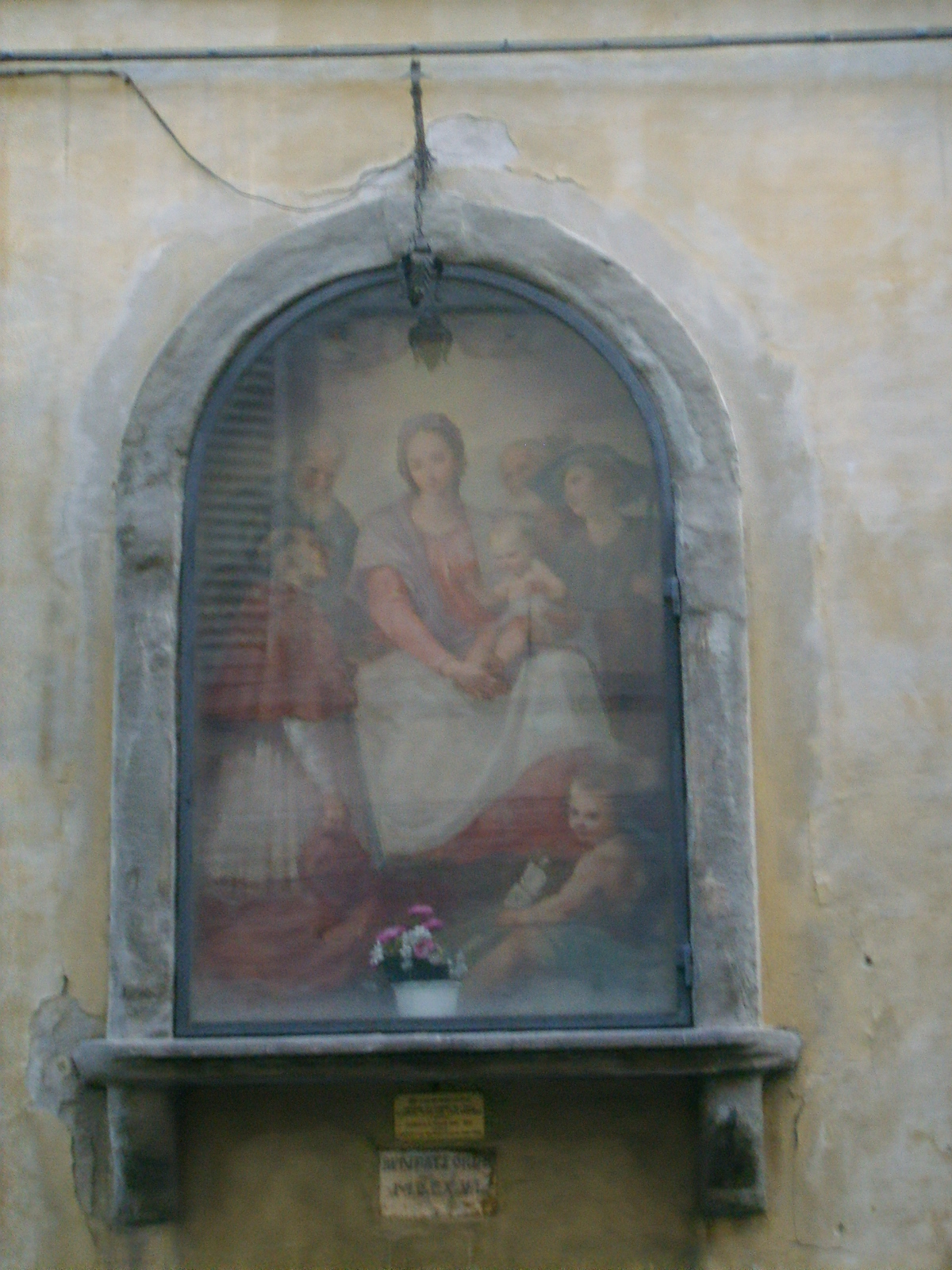
Fresque du tabernacle en pietra serena rue Faenza.

Giovanni Mannozzi dit Giovanni da San Giovanni (San Giovanni Valdarno, 1592-Florence, 9 décembre 1636) est un peintre italien du début du baroque, de l'école florentine, considéré comme un des virtuoses de la fresque avec Andrea del Sarto, Giorgio Vasari et Giambattista Tiepolo.

## Biographie

### Origines et apprentissage
Originaire de Faella (nom de famille Mannozzi), Giovanni da San Giovanni est le fils du notaire Giovan Battista di Agnolo, qui tente de l'orienter vers une carrière notariale d'abord, puis ecclésiastique, comme son oncle Francesco (curé puis prêtre à San Giovanni). Sa prédisposition pour la peinture se manifestant, Giovanni finit par abandonner ses études et s'installe à Florence à l'âge de seize ans où, grâce au chanoine Filippo Del Migliore, ami de son oncle paternel Francesco, il entre dans l'atelier de Matteo Rosselli vers 1608. À peu près à la même époque, il fréquente également Giulio Parigi, architecte de la cour, scénographe et graveur, auprès duquel il perfectionne l'usage de la perspective linéaire. Il est notamment à côté de Parigi lors de la préparation des appareils éphémères pour les funérailles solennelles de la reine d'Espagne (ainsi que sœur de la grande-duchesse en exercice) Marguerite d'Autriche-Styrie en 1612.

### Jeunesse
En 1612, il s'inscrit à l'Académie du dessin de Florence, concluant ainsi son apprentissage. En 1615, il reçoit la commande de sa première œuvre survivante, deux toiles avec des paires de Putti tissant des guirlandes pour le plafond de la galerie de la Casa Buonarroti, qui sont payées jusqu'en 1619 par Michel-Ange Buonarroti (le Jeune) .
Toujours en 1615, il peint les chœurs angéliques de la coupole de l'église Ognissanti et, à partir de l'année suivante, il participe également à la décoration du cloître principal avec une série de cinq lunettes d'Histoires de la vie de saint François qu'il termine en 1619, comme l'indique la date apposée à côté de sa seule signature dans ce complexe sur Saint François en adoration de la Vierge. Sa prédilection pour la technique de la fresque se manifeste à partir de ces premiers travaux.
Au cours de ces années, il peint également à fresque des tabernacles dans la ville et à la campagne, parmi lesquels celui de la via Faenza (à l'origine via Cennini) et, surtout le grand tabernacle de la Stinche (tous deux datant de 1616), qui évoque un chant de prison mettant en scène Un gentilhomme qui distribue l'aumône aux prisonniers.
Ce sont des œuvres au trait frais et agile, qui suscitent rapidement l'intérêt de la cour des Médicis. En 1616, le grand-duc Cosme II de Médicis lui commande une Allégorie de Florence pour une façade de la Piazza della Calza, située juste à l'ouverture de la Porta Romana (Florence). Il ne reste de l'œuvre que quelques rares traces dans les dépôts de la Surintendance, détachées dans les années 1950, lorsqu'elle fut remplacée par une rénovation moderne ; cependant, elle est largement connue grâce à un dessin préparatoire dédicacé conservé au Cabinet des dessins et des estampes du musée des Offices.
Satisfait du résultat, le Grand-Duc le nomme l'année suivante familiare di corte (« membre de la famille de la cour »), avec Jacques Callot et Filippo Napoletano. Peintre de la cour grand-ducale, il exécute de nombreuses fresques des cortile de villas toscanes comme la Villa il Pozzino (it) (1619). Sa façon d'accentuer l'expression des figures est en partie inspirée par Jacques Callot, mais les paysages qui les entourent se ressentent de la présence à Florence de Filippo Napoletano.
Le peintre, à la personnalité pleine de curiosité et d'esprit, mène à Florence une vie que le biographe Philippe Baldinucci a qualifiée d'« extravagante » : un zèle obsessionnel à l'étude du dessin et à la lecture de la poésie et de l'histoire s'accompagne d'une apparence négligée.

### L'exemple du Caravage

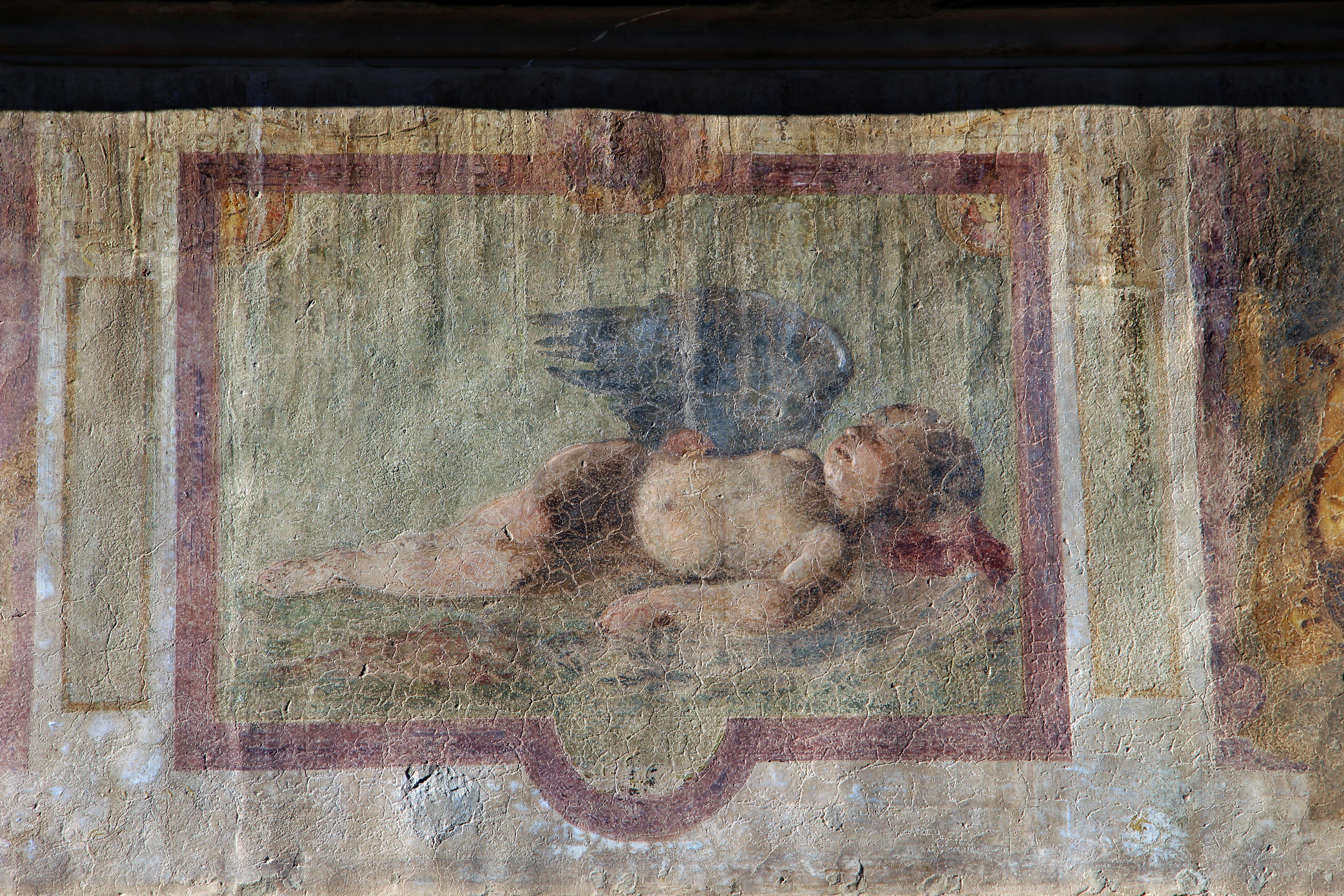
L'Amour endormi, Florence, Palazzo dell'Antella.

Il participe à quelques-uns des principaux ensembles picturaux collectifs réalisés durant les premières décennies du siècle. Entre 1619 et 1620, Donato dell'Antella lui confie la direction, en deux phases distinctes, de la décoration de la façade du Palazzo dell'Antella sur la piazza Santa Croce, avec Giulio Parigi, un architecte, scénographe et graveur, pour la partie architecturale. Il y réussit en seulement deux ans à créer un vaste cycle, partiellement conservé, supervisant un groupe d'une trentaine de collègues plus âgés que lui, tels que Domenico Cresti et Matteo Rosselli. Baldinucci a laissé une description détaillée des fresques et de leurs auteurs : Giovanni da San Giovanni réalise Vertus et l'Amour endormi qui reprend fidèlement le tableau du Cupidon dormant du Caravage, pièce maîtresse des collections du client. Une meilleure lecture du cycle est possible grâce à une aquarelle de sa main, toujours au cabinet des dessins et des estampes du musée des Offices. Ce cycle de 13 peintures représentant Virtù e Divinità, a été préparé sur cartons par Giulio Parigi.
Le Martyre de Saint Blaise dans l'église Sant'Agnese à Montepulciano, est probablement une autre œuvre de cette période, à l'origine destinée à l'Église San Biagio (Montepulciano), commandée par Giovanni Battista Nardi. Le peintre situe la scène sacrée sur la piazza della Signoria à Florence, entre la loggia des Lanzi et le groupe sculptural de Hercule et Cacus de Baccio Bandinelli.
Les retables de la Circoncision dans l'église San Bartolomeo de Cutigliano et la Décollation du Baptiste dans l'église San Lorenzo de sa ville natale (maintenant au musée de la basilique Santa Maria delle Grazie) remontent à 1620. On note dans ces œuvres une accentuation du clair-obscur, certainement induite par une première comparaison avec le Caravage qu'il n'a, presque certainement, vu que dans les collections florentines : Dell'Antella possède en effet aussi une copie de la La Décollation de saint Jean-Baptiste réalisée par Filippo Paladini, dont Giovanni s'inspire des figures des prisonniers dans sa Décollation.
En 1621, il est payé pour deux fresques pour l'escalier de la basilique Santa Maria delle Grazie à San Giovanni Valdarno (Annonciation et Mariage de la Vierge, il doit refaire deux fois cette dernière à la demande des clients mécontents du trop grand réalisme de le visage de la Vierge ; la première version, redécouverte dans une brèche, bien que dans de mauvaises conditions de conservation, est exposée dans le musée voisin de la basilique) et les Histoires de saint André dans la chapelle Calderini (aujourd'hui appelée Giugni) dans la basilique Santa Croce de Florence. Cette même année, à l'occasion de l'entrée de Marie-Madeleine de Médicis au couvent de la Crocetta de Florence, on lui commande une chapelle privée dans le jardin, où il peint, entre autres, la Fuite en Égypte où, exceptionnellement, Marie descend de l'âne devant une taverne : en 1788, la chapelle est entièrement transportée à l'hôpital voisin San Matteo (aujourd'hui l'académie des beaux-arts de Florence). Dans l'ovale de la voûte, il représente des anges qui se regardent, probablement influencé par les œuvres de Michelangelo Cinganelli qui s'inspirent des fresques romaines contemporaines de Cherubino et Durante Alberti. Enfin cette année-là, il achève la chapelle du palais Mainoni-Guicciardini à Vico d'Elsa (commune de Barberino Tavarnelle, métropole de Florence), avec les Histoires de la Vierge. Dans les lunettes, il installe les scènes sacrées dans de grands paysages, qui démontrent sa connaissance des nouveautés romaines telles que les lunettes réalisées par Annibale Carracci pour le cardinal Pietro Aldobrandini.
Entre 1620 et 1622, il réalise les fresques de la chapelle Inghirami de la cathédrale Santa Maria Assunta de Volterra et la Nouvelle épouse de Don Lorenzo de' Medici aujourd'hui dans la galerie Palatine, mais à l'origine dans la villa Medicea La Petraia.

### Rome

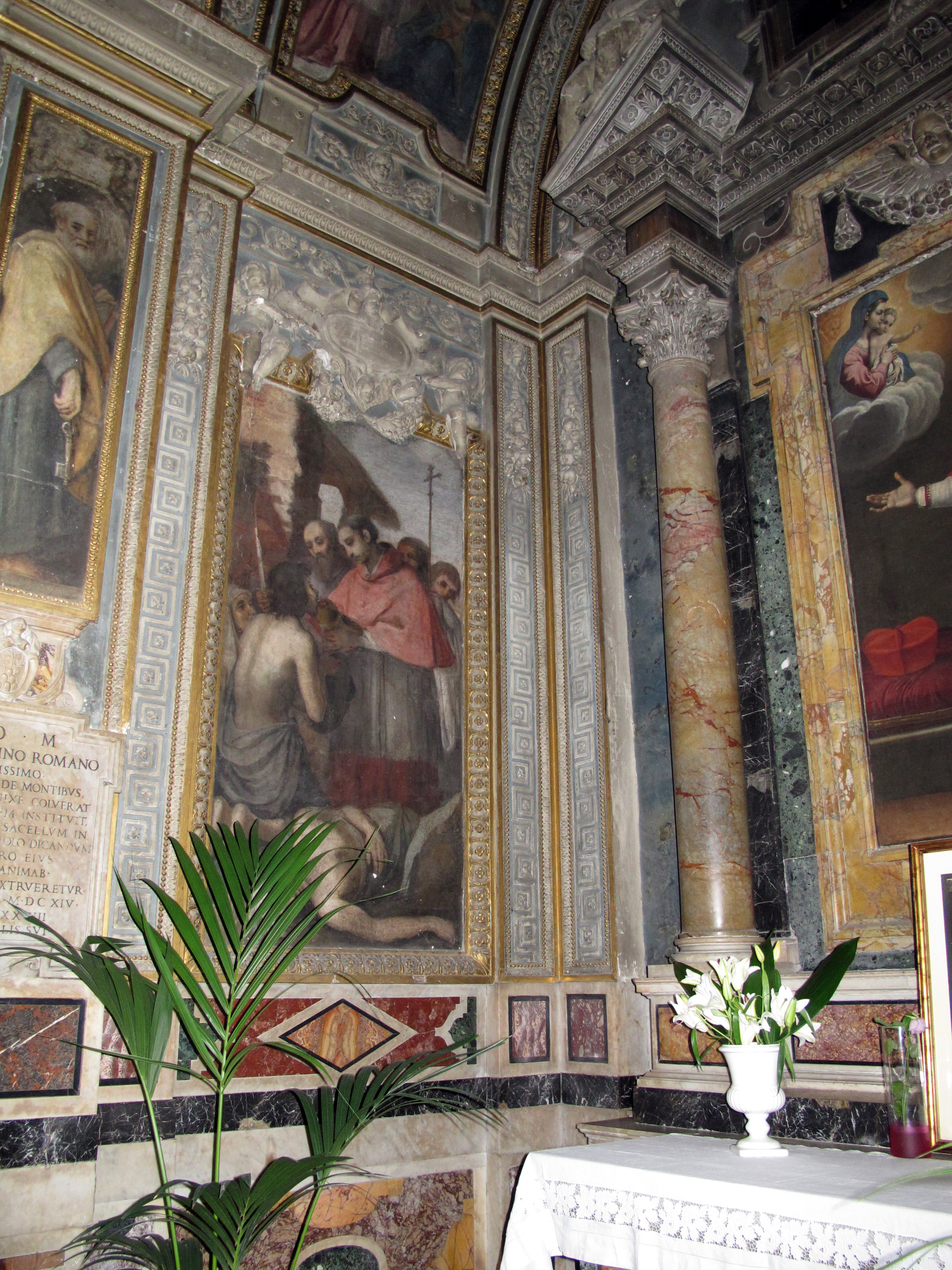
Histoires de saint Charles Borromée, Santa Maria dei Monti, Rome (1624).

En 1621, il gagne Rome avec son ami Francesco Furini et son élève Benedetto Piccioli. En 1622, l'Archiconfrérie de San Giuseppe dei Catechumeni e dei Neofiti lui fait peindre à fresque la chapelle saint Charles Borromée dans l'église Santa Maria ai Monti, travail qui lui est payé jusqu'en 1626.
Quelques œuvres suivent pour le cardinal florentin Giovanni Garzia Millini, pour l'église qu'il possède, la basilique des Quatre-Saints-Couronnés (Gloire des saints et histoires des quatre saints couronnés), à la décoration anti-classique, et pour sa chapelle familiale à l'église Santa Maria del Popolo (Histoires de saint Nicolas et Vertu). On note dans ces œuvres une complexité spatiale qui témoigne de l'observation des machines scéniques de ces années et des palettes claires des peintres d'Émilie-Romagne.
Il signe deux lunettes dans le cloître de la basilique Sant'Andrea delle Fratte (Saint François de Paule en méditation et Saint François de Paule guérit une aveugle).
Il passe ensuite sous la protection du cardinal Guido Bentivoglio et de sa famille, pour qui il décore certaines pièces du palais Pallavicini Rospigliosi (anciennement Bentivoglio) au Quirinal.
Il peint également diverses commandes locales, dont des peintures de genre telles que les Farces du curé Arlotto pour le cardinal Francesco Barberini (1597-1679) qui en a ensuite fait don à Giovan Francesco Grazzini (maintenant dans la collection Scarsdale, Kedleston Hall, Derbyshire) et le Contrat de mariage (vers 1627, palais Corsini).
Il se rapproche également de la peinture liée au Pieter van Laer, avec des scènes de genre. 
En 1628, il quitte Rome et se rendit à Gualtieri (Province de Reggio d'Émilie) où, encore pour la famille Bentivoglio, il peint deux grandes scènes de Fasti avec Ippolito Provenzale dans la salle des Géants de l'actuel Palazzo Comunale ; l'une est perdue et l'autre est considérablement endommagée par de multiples altérations de la paroi. 

### Dans la campagne toscane

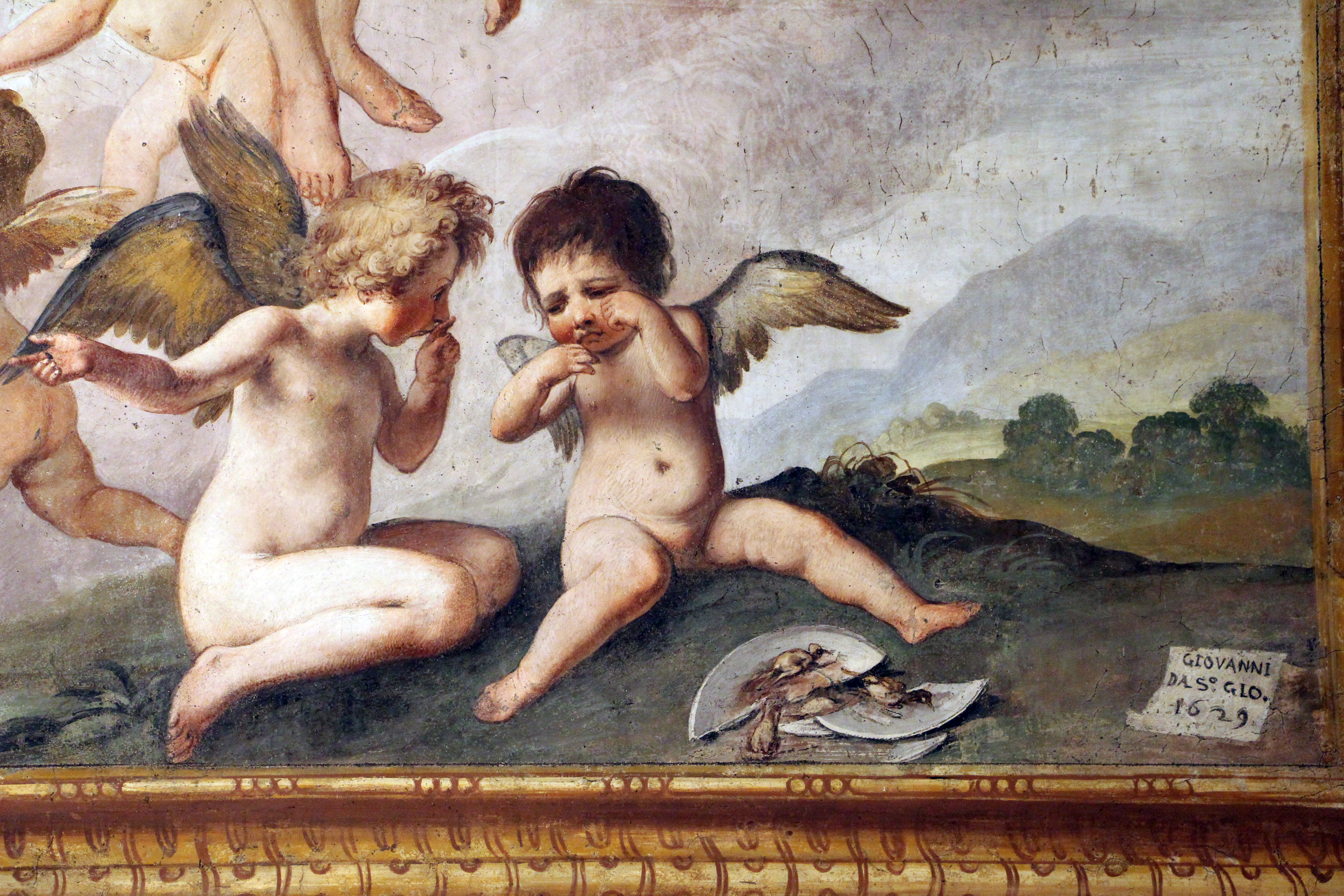
Christ servi par des anges (détail avec la signature du peintre), Badia Fiesolana, 1629.

Le retour en Toscane se fait discrètement : l'artiste ne réintègre pas immédiatement la capitale, mais travaille pendant quelques années dans les villes de la province, à partir de son village natal, San Giovanni. Il s'y consacre d'abord à un travail dans les possessions de sa famille, dans le village de Terranuova Bracciolini, où il  peint à fresque un Chœur angélique dans le chœur de l'église Santa Maria delle Grazie (œuvre très repeinte).
Il réalise des dessins préparatoires pour des fresques qui seront  exécutées par Volterrano représentant les Ancêtres des Médicis destinés à la cour intérieure de la Villa Medicea La Petraia.
En 1629, il est actif à l'abbaye de Settimo, près de Florence, où il signe et date un cycle de fresques de la chapelle du Saint-Sacrement (Remise des clefs à Pierre, Découverte du corps de saint Quentin, Martyre des saints Étienne, Quentin, Laurent, Benoît et Bernard et Gloire de Dieu le Père parmi les Évangélistes), commandé par l'abbé Attilio Bonucci, et quelques décorations mal conservées dans une salle intérieure du couvent (Extase de saint Bernard et Vierge à l'Enfant entre deux saints évêques).
À la fin de l'année, il peint également peint les trois lunettes avec le Christ servi par des anges dans le désert dans le réfectoire de la Badia Fiesolana.

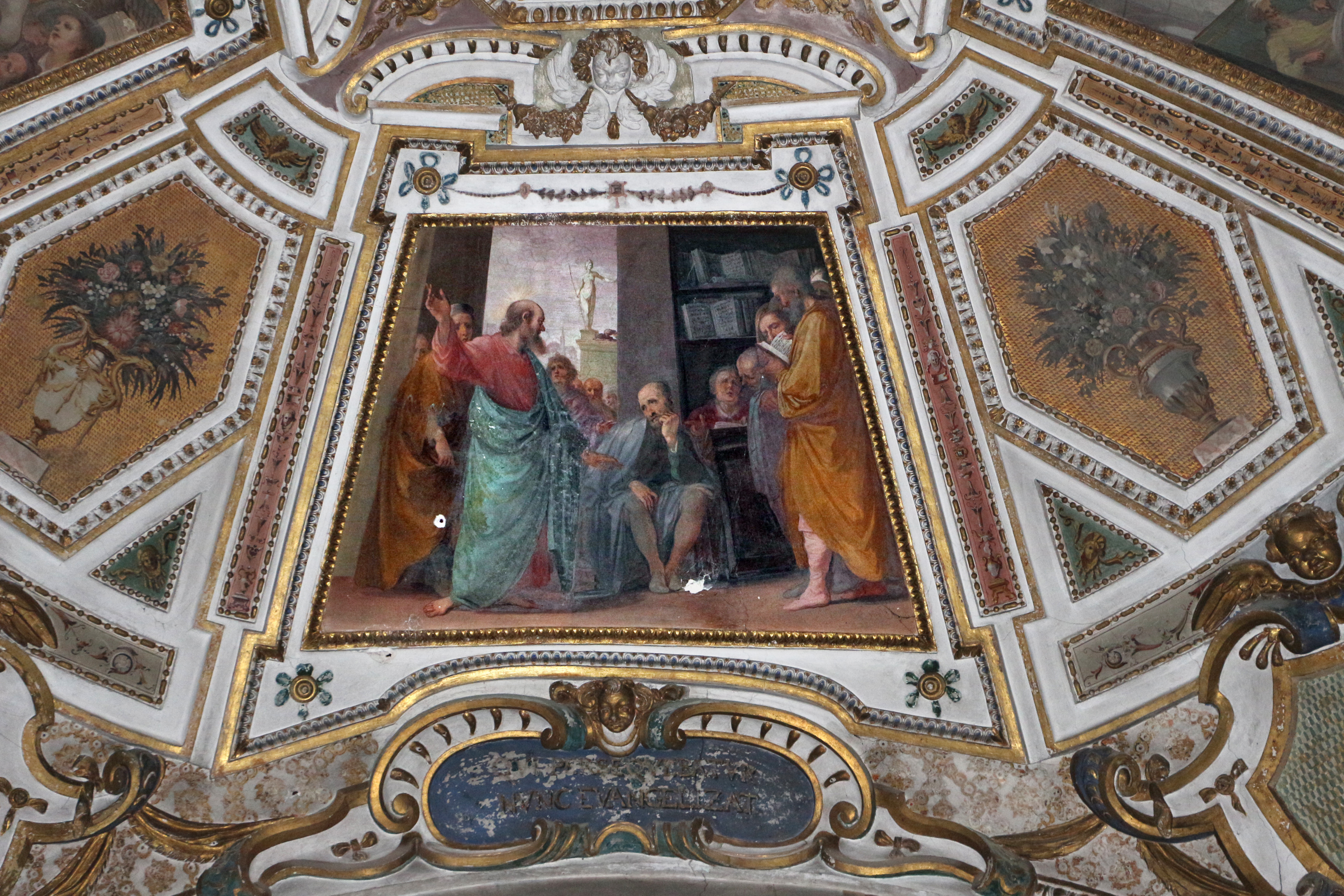
Histoires de saint Paul, Cathédrale de Volterra.

En 1630, il retourne dans l'orbite des commissions Médicis, bien que toujours dans la banlieue toscane, également parce que l'épidémie de peste en Italie de 1629-1631 s'est propagée dans la ville. Il peint à fresque quatorze lunettes dans la loggia extérieure du sanctuaire de la Madonna di Fonttenuova à Monsummano Terme, avec les Miracles de l'image miraculeuse qui y est conservée, à la diffusion du culte de laquelle le Grand-Duc et sa famille ont activement participé. L'entreprise lui est payée jusqu'en 1633, et comprend également une représentation de l'Eucharistie au revers de l'autel surplombant le chœur, exécutée en seulement cinq jours.
La même année, il décore la cour de la Villa il Pozzino, près de Florence, pour Giovan Francesco Grazzini, qui lui demande un cycle insolite de contes mythologiques licencieux inspirés des Métamorphoses (Apulée), accompagnés de vers satiriques composés par le peintre lui-même.
D'autres œuvres dans les environs de Florence sont considérées par certaines comme les fresques de la chapelle du Saint-Sépulcre de l'église Santo Stefano in Pane et de l'oratoire de la villa degli Arcipressi, toutes deux commandées par Luca Mini « provveditore al Guardaroba » (« surveillant de la garde-robe ») de la Villa Medicea La Petraia, mais que la plupart des érudits les attribuent plutôt à Domenico Pugliani.
Il reprend son activité de peintre de fresques dans la  Villa ïl Casale (it) et la villa La Quiete (1632), et à la villa Medicea di Mezzomonte d'Impruneta. Il travaille ensuite à Pistoia (1633), à l'étage noble du palais Pallavicini Rospigliosi où il reprend une narration plus paisible, comme dans les Scènes de la vie de sainte Catherine dans la chapelle du palais, probablement en hommage à Caterina di Vincenzo Rospigliosi, et à l'oratoire San Rocco.
Cette année-là, sa première œuvre florentine depuis son retour à Rome est également documentée : les fresques du réfectoire de la basilique Santa Trinita (Florence), trois lunettes avec le Christ rôtissant le poisson, Jésus chez Marthe et Madeleine, Jésus chez Marthe et Madeleine après la résurrection de Lazare, tandis que le reste du cycle est conclu par Nicodemo Ferrucci et par le frère Jacopo Confortini, après son abandon pour des raisons inconnues.

### Dans l'orbite des Médicis

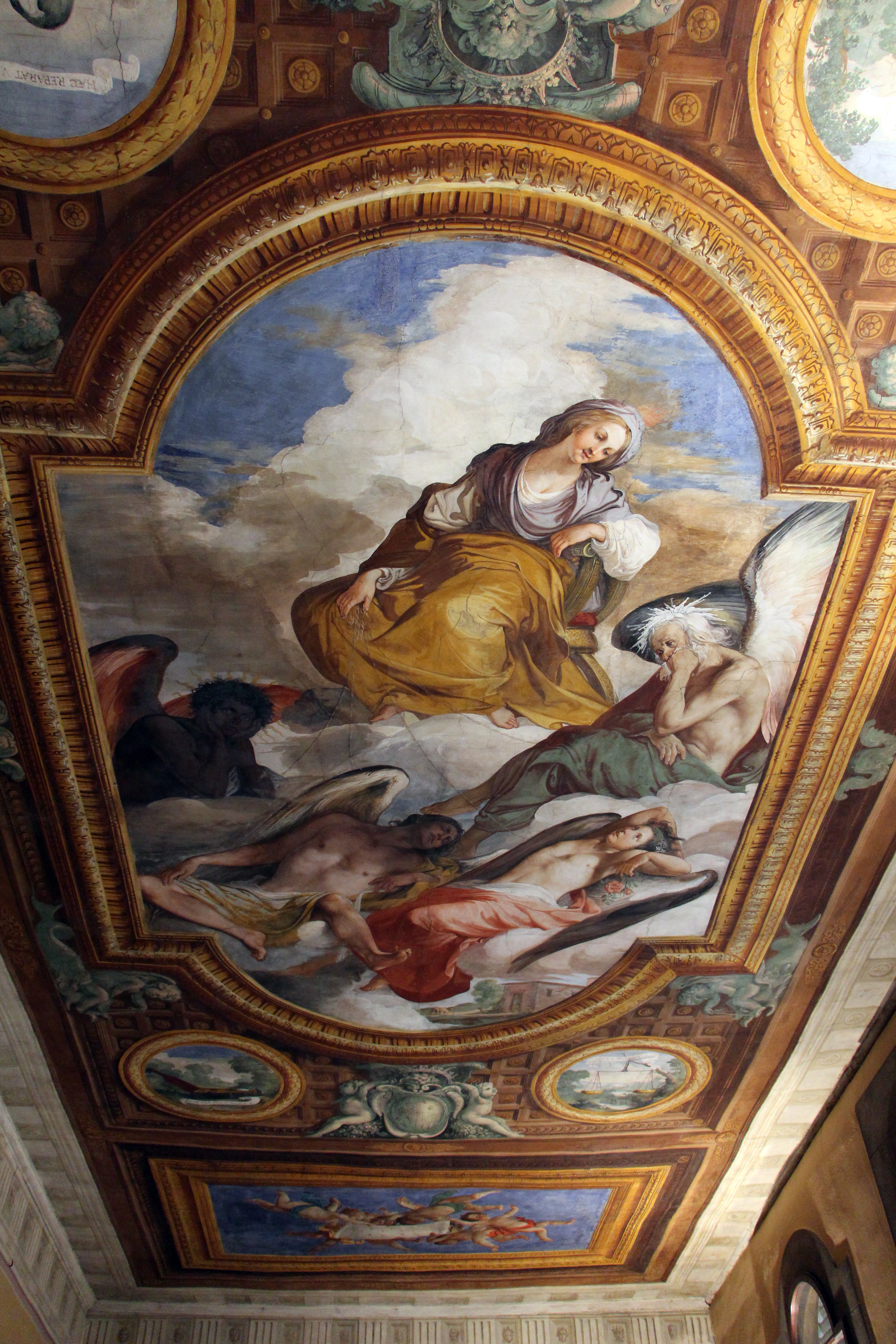
Le Calme qui apaise les vents, villa La Quiete.

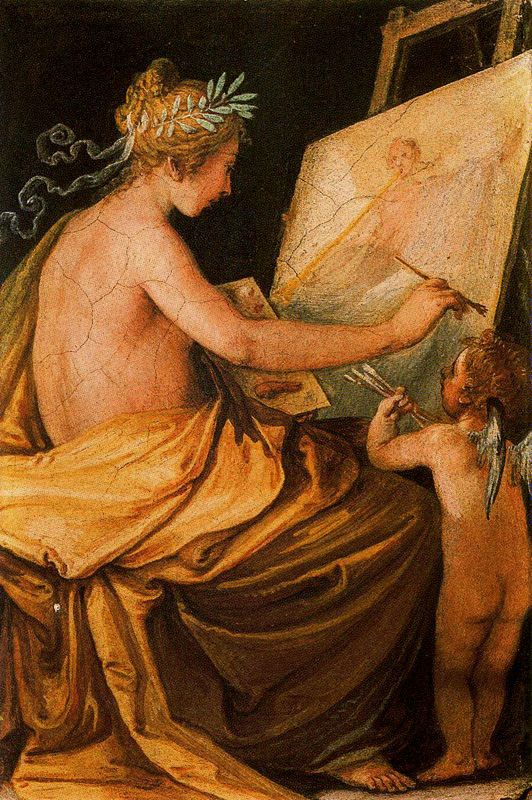
Giovanni da San Giovanni, La Peinture, galerie Palatine.

En 1633, il réalise ce qui est considéré comme l'un de ses chefs-d'œuvre, la fresque  Le Calme qui apaise les vents à la villa la Quiete, commandée selon toute vraisemblance, contrairement à ce que prétend Baldinucci, par Christine de Lorraine, dont le nom apparaît dans une curieuse anagramme déguisée, comme un hymne écrit sur un cartouche soutenu par des angelots volants. 
Toujours en 1634, il décore une villa médicéenne, la villa Medicea di Mezzomonte pour Giancarlo de' Medici, avec Ganymède accueilli par Jupiter et Chute d'Hébé. 
Une série de peintures de chevalet fait également référence à ces années, comme le Mariage mystique de sainte Catherine (Galerie Palatine), Vénus peignant l'Amour et la Première Nuit de noces, anciennement dans la pinacothèque de Don Lorenzo de' Medici à la villa della Petraia. De plus, l'artiste expérimente une série de supports insolites tels que des carreaux de terre cuite et des nattes de jonc (Peinture de la Galerie Palatine et autres petites œuvres de sujets mythologiques et de l'Ancien Testament, en grande partie aux Offices), principalement destinées à la décoration des villas. 
En 1635, l'artiste reçoit une dernière mission officielle, lorsque Ferdinand II de Médicis lui confie la surintendance de la décoration la grande salle connue plus tard sous le nom d'Argenti (musée de l'Argenterie) dans l'appartement d'été au rez-de-chaussée du palais Pitti, pour célébrer son mariage avec Vittoria della Rovere. L'artiste, avec une série d'aides, dont le jeune prometteur Volterrano, a le temps de décorer la voûte (Union allégorique des maisons Médicis et Della Rovere, Cupidon présente le Marzocco à Mars et Flore avec les nymphes de l'Arno et le dieu Pan) et les murs est et sud avec des thèmes célébrant Laurent de Médicis dit le Magnifique et la maison Médicis en général (Le temps détruit l'héritage du monde antique, Destruction du mont Parnasse et Renommée montre des philosophes exilés en Toscane et Munificence). 
Peu de temps après, le peintre perd les faveurs de la cour en raison de son excès de tours de passe-passe et de l'acceptation d'autres missions (comme le travail pour Lorenzo Pucci ), est licencié et privé des revenus liés au service à la cour. Sa mort subite survient peu après des suites d'une gangrène du genou mal soignée par des médecins ambulants, le 9 décembre 1636. Les travaux inachevés, comme l'autel de l'église San Felice in Piazza, sont complétés par ses élèves et collègues. Son ami Francesco Furini participe à l'achèvement de la décoration du palais Pitti de 1639 à 1642. 
Il est enterré dans l'église San Pier Gattolino de Florence ; le lieu exact de l'inhumation est inconnu, mais dans la sacristie, une plaque le commémore.
La maison natale du peintre est située à San Giovanni Valdarno dans le Corso Italia 105 et fait partie de l'initiative Musées, Maisons de la Mémoire pour la conservation et la diffusion de l'histoire de l'art toscan. À Florence, une plaque est aussi apposée sur ce qui était autrefois sa maison via Romana.

## Œuvres (liste non exhaustive)
Participation à des œuvres collectives
- Décorations de la coupole et peintures à fresque de cinq tympans du cloître avec des Scènes de la vie de saint François (1616-1619), église des franciscains d'Ognissanti.
- Maison musée de la via Ghibellina, pour Michelangelo Buonarroti le jeune.

Œuvres personnelles
Il fut actif dans les villas de la région, dans les hôtels particuliers de la ville et dans d'importantes chapelles privées.
- La Vierge et l'Enfant, saint Roch, saint Joseph, saint Philippe Neri, saint Charles Borromée et saint Jean, fresque d'un grand tabernacle via Faenza, Florence
- Tabernacle des Stinche, à l'angle  de la via Ghibellina et de la via Isola delle Stinche.
- Vierge à l'Enfant et Saints, Cenacolo di Fuligno, via Faenza, Florence
- Cycle de 13 peintures sur la façade du Palazzo dell'Antella, place Santa Croce (1619)
- La Circoncision, église San Bonaventura du couvent clarisse de  Cutigliano
- La Crucifixion, église San Bartolomeo, Cutigliano
- Décorations d'une chapelle par des fresques sur saint Charles Borromée de l'église Santa Maria ai Monti, Rome
- Fresques de la chapelle de l'église San Felice in Piazza, Oltrarno (terminées par Volterrano)
- La Conversion de saint Jean Gualbert, église et couvent San Torpé (it), Pise
- Jésus servi par les anges, Couvent de Sargiano (it), quartier d'Arezzo
- Chœur des anges musiciens, Santuario della Madonna delle Grazie, Loro Ciuffenna
- Mariage mystique de sainte Catherine, chiesa dei Santi Giacomo Apostolo e Quirico, Rio nell'Elba
- Vierge à l'Enfant et Saints, Chiesa e Convento delle Sperandie, Sienne
- Histoires de saint Roch et Vue de Pistoia, Oratorio di San Rocca, Pistoia
- Décollation de Jean-Baptiste (1620), près du musée de la basilique, San Giovanni Valdarno
- Décoration de la chapelle Calderini (1621), à Santa Croce
- Fresques de la chapelle, Inghirami, Cathédrale Santa Maria Assunta de Volterra (1621)[1]
- Fresques des quatre saints martyrs, Severo, Severiano, Carpoforo et Vittorino de Giovanni da San Giovanni (1623), abside de la Basilique des Quatre-Saints-Couronnés
- Caprice mythologique, fresque du vestibule d'entrée de la Galerie des Offices
- Décoration (restée incomplète) d'un salon qui porte son nom au rez-de-chaussée du palais Pitti.
- Martyre de saint Blaise, église sant'Agnese, Montepulciano
- Le Christ nourri par des anges (1629), fresque du réfectoire de la Badia Fiesolana, Fiesole
- Salon des Allégories, de la Galerie Palatine, au palais Pitti, à Florence :
  - La Nuit de noces (1620-1622),
  - Le Christ servi par les anges (1623-1624)
  - Vénus peignant Amour (1627),
  - Mariage mystique de sainte Catherine d'Alexandrie (1634),
  - La Peinture peint la Renommée (1634)
- Fresques de la salle IV du Musée de l'Argenterie du palais Pitti (1634-1642)